# Panoz
Panoz Auto Development — американский производитель высокотехнологичных автомобилей, основанный в 1989 году сыном фармацевта и автоспортивного магната Дэном Пэнозом (англ. Dan Panoz). Компания расположена в Хоштоне (штат Джорджия). Выпущенные Panoz включают в себя такие автомобили как Panoz Roadster, AIV Roadster и Panoz Esperante.

## История
Компания основана в Хоштоне (штат Джорджия) в 1989 году. 
В 1992 году выпустила свой первый серийный автомобиль – Panoz Roadster. Четыре года спустя, в 1996 году, появилась его усовершенствованная версия, Panoz AIV Roadster, отличавшаяся широким использованием алюминия в конструкции.
В 2000 году состоялась премьера автомобилей Panoz Esperante и Panoz Esperante GT. В 2003 году была выпущена улучшенная версия Panoz Esperante GTLM.
В 2011 году компания показала опытный образец для дорог общего пользования Panoz Abruzzi, но продажи провалились.
В 2014 году, к 25-летнему юбилею компании был выпущен кабриолет Panoz 25th Anniversary Edition Esperante Spyder.
В 2017 году компания выпустила дорожную и гоночную версии автомобиля Panoz Avezzano. 

## Дорожные автомобили
- Panoz (AIV) Roadster
- Panoz Esperante
- Panoz Esperante GT
- Panoz Esperante GTLM
- Panoz Esperante JRD (доработанная версия от JRD)
- Panoz Esperante GTR-1 (дорожная версия)
- Panoz Abruzzi (in development)

## Участие в гонках
В 1997 году компания разработала гоночный автомобиль Panoz Esperante GTR-1 для участия в чемпионате FIA GT. В 1998 году компания расширила присутствие в автоспорте, победив в Чемпионате США по кольцевым гонкам.
В 1999 году был разработан Panoz LMP-1 Roadster S. Автомобиль принимал участие в Американской серии Ле-Ман и 24 часах Ле-Мана.
С 2001 года в гонках принимали участие автомобили Panoz LMP07, но оказались ненадежными и медленными.
В 2004 году компания Panoz разработала автомобиль для участия в соревнованиях FIA GT, построенный на основе дорожной версии Esperante, который получил название Panoz Esperante GTLM GT2.
В 2010 году для участия в Американской серии Ле-Ман компания Panoz разработала автомобиль Abruzzi GT2, с углепластиковым монококом.

## Гоночные автомобили
- Panoz Esperante GTR-1
- Panoz LMP-1 Roadster-S
- Panoz LMP07
- Panoz LMP01 Evo
- Panoz Esperante GTS
- Panoz Esperante GT-LM (гоночная версия)

- Panoz LMP-1
- Panoz Esperante
- Panoz Roadster
- Panoz DP01